# Alan Harvey Guth
Alan Harvey Guth [ǽlən hárvi gúθ], ameriški fizik in kozmolog, * 27. februar 1947, New Brunswick, New Jersey, ZDA.

## Življenje in delo
Guth se je rodil v družini srednjega razreda, očetu Hymanu Guthu in materi Elaine Guth, ki sta imela majhno trgovino z živili in čistilnico. Za razliko od svojega sina nista imela visoke izobrazbe. Oče je diplomiral na nižjem kolidžu, mati pa ni nikoli hodila na kolidž. Guth je bil drugi otrok med dvema sestrama. Navedel je, da se je v drugače čisto običajnem otroštvu pri njem razvilo veliko nagnjenje do matematike.
Diplomiral je na MIT. Tukajšnji študij se mu je zdel lažji od srednje šole, saj je poslušal le predavanja iz naravoslovja.
Raziskoval je v fiziki osnovnih delcev in kakšne posledice bi lahko imela ta teorija osnovnih delcev na zgodnje Vesolje.
Na stanfordski univerzi je leta 1979 najprej razvil zamisel o inflaciji potem, ko je poslušal Dickeova predavanja o prapoku. Leta 1981 je formalno predlagal zamisel o inflaciji Vesolja, po kateri naj bi nastajajoče Vesolje prešlo fazo eksponentnega razširjanja, ki ga je gnala negativna energijska gostota vakuuma (pozitivni tlak vakuuma).
Guth je Weisskopfov profesor fizike na MIT.
Kraljeva astronomska družba (RAS) mu je leta 1996 podelila Eddingtonovo medaljo. Leta 2002 je skupaj z Lindeom in Steinhardtom prejel Diracovo medaljo za razvoj pojma kozmične inflacije v kozmologiji, 2014 pa Kavlijevo nagrado (skupaj z Andrejem Lindejem in Aleksejem Starobinskym).